# Santa Susanna (Spagna)
Santa Susanna è un comune spagnolo di 2 090 abitanti situato nella comunità autonoma della Catalogna.